# 傑爾諾瓦河
傑爾諾瓦河（烏克蘭語：Дернова），是烏克蘭的河流，位於該國東北部，屬於沃爾斯克拉河的支流，發源自韋謝列以北，流經蘇梅州，河口處在傑爾諾韋東南面，河道全長32公里。